# Al-Muthanna (Gouvernement)
Al-Muthanna (arabisch المثنى, DMG al-Muṯannā) ist ein Gouvernement im Süden des Irak an der Grenze zu Saudi-Arabien. Das Gouvernement umfasst 51.740 km², und es leben dort etwa 550.000 sesshafte Einwohner (2006) sowie weitere 15.000 Beduinen. Hauptstadt des Gouvernements ist Samawa.
Die Grenze zu Saudi-Arabien wird durch 680 Grenzpolizisten und durch die neuaufgestellte 2. Infanteriebrigade der irakischen Armee mit 1800 Soldaten bewacht. Die Multinationalen Streitkräfte im Irak (MNF) investierten in den Wiederaufbau der Infrastruktur des Gouvernements bis Juli 2006 rund 340 Millionen US-Dollar.
Die Distrikte sind:
- Al-Khidhir
- Al-Rumaitha
- Al-Salman
- Al-Samawa